# Superserien 2018
La Superserien 2018 è la 34ª edizione del campionato di football americano di primo livello, organizzato dalla SAFF.
I Limhamn Griffins e i Tyresö Royal Crowns hanno deciso di non partecipare al campionato.

## Squadre partecipanti
| Club                    | Città     | Stadio | Sponsor ufficiale | Risultato nella stagione 2017 |
| ----------------------- | --------- | ------ | ----------------- | ----------------------------- |
| Carlstad Crusaders      | Karlstad  |        |                   |                               |
| Göteborg Marvels        | Göteborg  |        |                   |                               |
| Örebro Black Knights    | Örebro    |        |                   |                               |
| Stockholm Mean Machines | Stoccolma |        |                   |                               |
| Uppsala 86ers           | Uppsala   |        |                   |                               |

## Stagione regolare

### Calendario

#### 1ª giornata
| Stoccolma 6 aprile 2018, ore 19:00 | Stockholm Mean Machines | 30 – 22 (14-7 3-7 6-8 0-7) referto | Göteborg Marvels | Zinkensdamms Idrottsplats (682 spett.)\| Arbitro: \| B. Westerbjork \| |
| Arbitro:                           | B. Westerbjork          |                                    |                  |                                                                        |

| Örebro 8 aprile 2018, ore 15:00 | Örebro Black Knights | 32 – 39 (7-14 12-0 13-22 0-3) referto | Carlstad Crusaders | Behrn Arena (732 spett.)\| Arbitro: \| K. Leido \| |
| Arbitro:                        | K. Leido             |                                       |                    |                                                    |

#### 2ª giornata
| Uppsala 13 aprile 2018, ore 18:00 | Uppsala 86ers | 26 – 12 (0-0 7-6 6-0 13-6) referto | Örebro Black Knights | Österängens IP (310 spett.)\| Arbitro: \| J. Kaya \| |
| Arbitro:                          | J. Kaya       |                                    |                      |                                                      |

| Karlstad 14 aprile 2018, ore 15:00 | Carlstad Crusaders | 41 – 20 (7-0 26-6 0-14 8-0) referto | Stockholm Mean Machines | Orsholmens IP (611 spett.)\| Arbitro: \| J. Batzler \| |
| Arbitro:                           | J. Batzler         |                                     |                         |                                                        |

#### 3ª giornata
| Stoccolma 20 aprile 2018, ore 19:00 | Stockholm Mean Machines | 37 – 17 (13-0 10-10 7-7 7-0) referto | Uppsala 86ers | Zinkensdamms Idrottsplats (504 spett.)\| Arbitro: \| K. Leido \| |
| Arbitro:                            | K. Leido                |                                      |               |                                                                  |

| Göteborg 21 aprile 2018, ore 17:00 | Göteborg Marvels | 21 – 56 (14-14 0-28 7-7 0-7) referto | Carlstad Crusaders | Bravida Arena (523 spett.)\| Arbitro: \| J. Batzler \| |
| Arbitro:                           | J. Batzler       |                                      |                    |                                                        |

#### 4ª giornata
| Örebro 27 aprile 2018, ore 18:00 | Örebro Black Knights | 29 – 26 (0-7 6-13 8-0 15-6) referto | Stockholm Mean Machines | Behrn Arena (646 spett.)\| Arbitro: \| J. Kaya \| |
| Arbitro:                         | J. Kaya              |                                     |                         |                                                   |

#### 5ª giornata
| Karlstad 4 maggio 2018, ore 19:00 | Carlstad Crusaders | 42 – 0 (21-0 14-0 7-0 0-0) referto | Uppsala 86ers | Tingvalla IP (1228 spett.)\| Arbitro: \| J. Batzler \| |
| Arbitro:                          | J. Batzler         |                                    |               |                                                        |

| Göteborg 5 maggio 2018, ore 15:00 | Göteborg Marvels | 27 – 31 (7-7 6-10 14-14 0-0) referto | Örebro Black Knights | Valhalla IP |

#### 6ª giornata
| Uppsala 11 maggio 2018, ore 19:00 | Uppsala 86ers | 7 – 8 referto | Göteborg Marvels | Österängens IP |

#### 7ª giornata
| Stoccolma 18 maggio 2018, ore 18:00 | Stockholm Mean Machines | 28 – 56 (0-0 7-28 14-14 7-14) referto | Carlstad Crusaders | Zinkensdamms Idrottsplats (238 spett.)\| Arbitro: \| K. Leido \| |
| Arbitro:                            | K. Leido                |                                       |                    |                                                                  |

| Örebro 19 maggio 2018, ore 15:00 | Örebro Black Knights | 36 – 6 (7-0 8-6 15-0 6-0) referto | Uppsala 86ers | Behrn Arena |

#### 8ª giornata
| Karlstad 25 maggio 2018, ore 19:00 | Carlstad Crusaders | 64 – 25 (22-19 21-0 14-6 7-0) referto | Örebro Black Knights | Tingvalla IP (743 spett.)\| Arbitro: \| J. Kaya \| |
| Arbitro:                           | J. Kaya            |                                       |                      |                                                    |

| Göteborg 26 maggio 2018, ore 15:00 | Göteborg Marvels | 27 – 45 (0-6 7-6 7-19 13-14) referto | Stockholm Mean Machines | Valhalla IP (556 spett.) |

#### 9ª giornata
| Kumla 1º giugno 2018, ore 18:00 | Örebro Black Knights | 27 – 40 (7-6 0-8 14-20 6-6) referto | Göteborg Marvels | Kumla IP (457 spett.)\| Arbitro: \| Hellgren \| |
| Arbitro:                        | Hellgren             |                                     |                  |                                                 |

| Uppsala 2 giugno 2018, ore 15:00 | Uppsala 86ers | 20 – 52 (0-7 7-26 6-12 7-7) referto | Carlstad Crusaders | Österängens IP (234 spett.)\| Arbitro: \| J. Kaya \| |
| Arbitro:                         | J. Kaya       |                                     |                    |                                                      |

#### 10ª giornata
| Stoccolma 8 giugno 2018, ore 19:00 | Stockholm Mean Machines | 35 – 40 (0-6 21-8 6-7 8-19) referto | Örebro Black Knights | Zinkensdamms Idrottsplats (402 spett.)\| Arbitro: \| Hellgren \| |
| Arbitro:                           | Hellgren                |                                     |                      |                                                                  |

| Göteborg 9 giugno 2018, ore 15:00 | Göteborg Marvels | 18 – 28 (0-7 6-7 6-0 6-14) referto | Uppsala 86ers | Valhalla IP (300 spett.) |

#### 11ª giornata
| Uppsala 15 giugno 2018, ore 19:00 | Uppsala 86ers  | 13 – 17 (7-0 6-10 0-7 0-0) referto | Stockholm Mean Machines | Österängens IP (314 spett.)\| Arbitro: \| B. Wasterbjork \| |
| Arbitro:                          | B. Wasterbjork |                                    |                         |                                                             |

| Karlstad 16 giugno 2018, ore 15:00 | Carlstad Crusaders | 51 – 20 (7-0 14-7 6-7 24-6) referto | Göteborg Marvels | Tingvalla IP (527 spett.)\| Arbitro: \| Hellgren \| |
| Arbitro:                           | Hellgren           |                                     |                  |                                                     |

### Classifica
La classifica della regular season è la seguente:
- PCT = percentuale di vittorie, G = partite giocate, V = partite vinte,  P = partite perse, PF = punti fatti, PS = punti subiti

| Pos. | Squadra                 | PCT   | G | V | N | P | PF  | PS  |
| ---- | ----------------------- | ----- | - | - | - | - | --- | --- |
| 1    | Carlstad Crusaders      | 1.000 | 8 | 8 | 0 | 0 | 401 | 166 |
| 2    | Örebro Black Knights    | .500  | 8 | 4 | 0 | 4 | 232 | 263 |
| 3    | Stockholm Mean Machines | .500  | 8 | 4 | 0 | 4 | 238 | 243 |
| 4    | Uppsala 86ers           | .250  | 8 | 2 | 0 | 6 | 112 | 222 |
| 5    | Göteborg Marvels        | .250  | 8 | 2 | 0 | 6 | 183 | 275 |

## Playoff

### Tabellone
|  | Semifinali | Semifinali              | Semifinali |                         |    | XXXIII SM-Finalen  | XXXIII SM-Finalen | XXXIII SM-Finalen |  |
|  |            |                         |            |                         |    |                    |                   |                   |  |
|  | 1          | Carlstad Crusaders      | 50         |                         |    |                    |                   |                   |  |
|  | 1          | Carlstad Crusaders      | 50         |                         |    |                    |                   |                   |  |
|  | 4          | Uppsala 86ers           | 43         |                         |    |                    |                   |                   |  |
|  | 4          | Uppsala 86ers           | 43         |                         | 1  | Carlstad Crusaders | 41                |                   |  |
|  |            |                         |            |                         | 1  | Carlstad Crusaders | 41                |                   |  |
|  |            |                         | 3          | Stockholm Mean Machines | 42 |                    |                   |                   |  |
|  | 3          | Stockholm Mean Machines | 3          | Stockholm Mean Machines | 42 | 35                 |                   |                   |  |
|  | 3          | Stockholm Mean Machines |            |                         |    |                    |                   |                   |  |
|  | 2          | Örebro Black Knights    | 14         |                         |    |                    |                   |                   |  |

### Semifinali
| 30 giugno 2018, ore 13:00 | Carlstad Crusaders | 50 – 43 | Uppsala 86ers |  |

| 1º luglio 2018, ore 12:00 | Örebro Black Knights | 14 – 35 | Stockholm Mean Machines |  |

### XXXIII SM-Finalen
| Stoccolma 7 luglio 2018, ore 13:00 | Carlstad Crusaders | 41 – 42 | Stockholm Mean Machines | Stockholms Stadion |

## Verdetti
- Stockholm Mean Machines Campioni della Svezia 2018 (12º titolo)